# Bradley Johnson
Pour les articles homonymes, voir Johnson.
Bradley Johnson est un footballeur anglais né le 28 avril 1987 à Londres. Il joue actuellement comme milieu avec les Milton Keynes Dons.

## Biographie

### Leeds United
Très polyvalent, il peut évoluer sur le côté gauche de la défense ou du milieu de terrain, mais son poste préféré reste milieu relayeur, poste où il va confirmer tout son potentiel à Leeds United.
Ses débuts à Leeds ont été difficiles, pas considéré comme titulaire, il est prêté en 2008 à Brighton & Hove Albion où il impressionne. C'est avec l'arrivée de Simon Grayson au poste d'entraîneur qu'il retrouve peu à peu du temps de jeu puis une place de titulaire définitive, aidant largement à la montée du club en Championship lors de la saison 2009-2010. Par ailleurs ses prestations en deuxième division vont attirer le regard de plusieurs clubs de Premier League et au mois de janvier il est placé sur la liste des joueurs transférables, ayant refusé une prolongation de contrat alors qu'il arrive à six mois du terme de son bail. Néanmoins, le club décide finalement de le garder en espérant gagné la promotion à la fin de la saison et le convaincre dès lors de prolonger. À la fin de la saison, le club finit 7e du classement général et à une place des barrages qualificatifs pour la Premier League. Il lui offre tout de même une nouvelle prolongation de contrat, que Bradley refuse encore une fois.
Libre de tout contrat, il s'engage durant l'été avec Norwich City qui vient tout juste de monter en Premier League.

### Norwich City
Sa première saison avec les canaris se traduit par 28 matchs de championnat dont 25 comme titulaire et 2 buts marqués. Il renoue par ailleurs son ancien partenariat de Leeds United avec Jonny Howson en fin de saison, ce dernier étant arrivé au mois de janvier.
Le 1er juillet 2011, il signe un contrat de 3 ans pour Norwich City, promu en Premier League.

### Derby et après
Le 1er septembre 2015 il rejoint Derby County.
Le 5 juillet 2019, il rejoint Blackburn Rovers.
Le 15 juillet 2022, il rejoint Milton Keynes Dons.

## Palmarès
- 2010-2011 :
  - Plus beau but de l'année de Leeds United élu par les fans (vs Arsenal FC)
- 2009-2010 :
  - Vice-champion de Coca-Cola Football League One avec Leeds United.
- 2007-2008 :
  - Finaliste des Play-off de Coca-Cola Football League One de Leeds United.